# Ирина (дъщеря на Лъв III Исавър)
Ирина (на гръцки: Ειρήνη; на латински: Eirene) е византийска принцеса, дъщеря на император Лъв III Исавър и Мария.
Ирина е родена в Константинопол. Тя е най-малката сестра на император Константин V (718 – 775), Анна (705 – 772; съпруга на Артавазд) и Козма.
В Книгата за церемониите („De Ceremoniis Aulæ records“) на император Константин VII Багренородни (913 – 959) пише, че Cosmo et Irene, sorores Caballini са погребани в църквата „Свети Апостоли“.